# Luce Guilbaud
Luce Guilbaud est poète et peintre. Elle a signé de très nombreux livres, le plus souvent en poète mais aussi en peintre, "illustrant" ses propres textes ou ceux d'autres écrivains. Sa peinture a fait l'objet de plusieurs expositions.

## Biographie
Née à Jard-sur-Mer (Vendée) en 1941, Luce Guilbaud garde parmi les images de son enfance cette région de mer et de marais, près des Sables-d’Olonne. À l’adolescence, elle part vivre près de son père, dans la forêt tropicale guyanaise. Revenue en France, en 1960, elle obtient le CAPES d’arts plastiques, puis l’agrégation et mène ensuite une carrière d'enseignante à la lisière de la forêt de Montargis (elle enseigne en collège et lycée), tout en faisant régulièrement des séjours en Vendée. En 2002, elle revient vers les paysages de son enfance. Sa maison, présente dans ses poèmes, est à la limite du marais du sud de la Vendée. Elle partage son temps entre peinture, gravure et écriture. Le collage tient une place importante dans son travail plastique.
Elle travaille seule ou en dialogue avec d’autres artistes, par affinités ou rencontres. Parmi ses auteurs favoris, elle évoque volontiers Georges Henein, Jean-Paul Goux, Maria Gabriela Llansol, Friederike Mayröcker, John Cowper Powys, Pierre Reverdy, Rainer Maria Rilke, James Sacré, Cole Swenson ou Virginia Woolf.
Son premier recueil de poèmes paraît en 1975, La Mutation des racines. Depuis, elle signe des poèmes et des livres d'artiste, en France mais aussi au Québec  où elle a été invitée au Festival international du Québec, à Trois-Rivières, en 2000 et 2013, et au Festival de la poésie de Montréal, en 2009. Elle aime à alterner les rôles : elle écrit ou illustre, seule ou en collaboration avec d’autres artistes, peintres ou écrivains. Ainsi dans Renouées, en 2014, elle associe ses textes à ceux d’Amandine Marembert et enlumine le livre de monotypes.
Elle a illustré plusieurs de ses propres recueils, en particulier aux éditions du Dé bleu (Les Moustaches vertes est le premier livre publié dans la collection Farfadet de cette maison). Elle a publié plusieurs livres d’artiste dans lesquels elle est intervenue en poète ou en plasticienne. Plusieurs de ses livres ont été également illustrés par d’autres artistes dont Christian Bonnefoi, Nelly Buret, Claudine Gabin, Bernard Joubert, Cristina de Melo, Fanny Millard ou Sylvie Turpin.

Elle écrit pour les adultes ou les enfants, souvent sur les mêmes thèmes, en particulier la nature dont la mer, les arbres (Feuillée de vert avec retouches), les oiseaux (Ici Rouge-gorge). Elle creuse aussi, d’un livre à l’autre, les liens de filiation (L’enfant sur la branche, Mère ou l’autre) ou la mémoire. Mais l’écriture est différente, selon les lecteurs auxquels elle s’adresse : en 2004, par exemple, Du sel sur la langue propose aux enfants un « poème de mer » qui fait écho à un autre recueil : Comme elle dirait la mer. Luce Guilbaud présente ainsi le processus de son écriture:
« C’est la réception sensible de la réalité quotidienne, qui provoque l’écriture et quelquefois aussi la difficulté à en comprendre les émotions… Une sensation de départ, des mots et l’écriture arrive qui prend la forme qu’elle décide. Le déroulement du poème enrichit cette sensation et l’éclaire. C’est en écrivant que je reconnais ce que je suis capable d’éprouver. Cette écriture simple, c’est celle que je peux proposer à la lecture des enfants. Une autre écriture surgit, tombe en moi, comme une parole échappée de l’entre-deux de la conscience. Ce qui s’écrit à partir de là me résiste. C’est une fouille organisée d’où je tire un texte qui n’a pas encore de forme et sur lequel je vais travailler longtemps. C’est cette parole parfois obscure et déroutante, même pour moi, qui ouvre ma curiosité et me force à écrire ».
En 2012, le poème Nuit l’habitable ou le dit d’amour épris est écrit à partir de la vision des miniatures illustrant le manuscrit Cœur d’amour épris de René d’Anjou : « D’objet de la quête, servie par l’homme afin de conquérir et son cœur et son corps, la femme est devenue sujet » Le désir est un motif majeur de son œuvre (Incarnat,  À mon seul désir,  Rouge incertain,  Au présent d’infini).
Ses poèmes pour les enfants ont paru dans quinze anthologies et des livres pour la classe. Ils sont parfois appris par cœur à l’école, tels les poèmes du recueil Les Moustaches vertes ou les devinettes de Qui ? Que ? Quoi ? (2002).
Elle intervient dans plusieurs revues littéraires, en poète, en illustratrice, en spécialiste de poésie. Ainsi, on lui doit la première présentation du poète surréaliste égyptien Georges Henein ou celle de la  québécoise Claudine Bertrand, dans la revue  de poésie  Décharge dont  elle est contributrice. Dans le no 181 de Décharge (mars 2019), elle célèbre la poète bretonne récemment disparue, Émilienne Kerhoas ("Être et écrire au féminin"). Dans le n° 193 (mars 2022), sont publiés des extraits de son futur livre, Une leçon de présence, sous le titre "Confusion du charme".
Elle rencontre régulièrement son public, par exemple au Salon du livre de Paris, ou dans le cadre du Printemps des poètes. Elle est invitée à animer des ateliers d’écriture et d’arts plastiques dans les écoles. En mars 2022, elle participe au salon du livre jeunesse de Luçon. Une interview est en ligne.
Luce Guilbaud expose ses œuvres. Ainsi, des gravures, des pastels, des monotypes et des livres d'artistes ont été réunis sous le titre Le Sillage éveillé en 2016, à la Maison Julien Gracq de Saint-Florent-le-Vieil. En janvier 2017, une nouvelle exposition a été présentée à la Médiathèque de Challans.
On lira des articles critiques sur elle, en particulier sur le site Terre des femmes. Ainsi, Sylvie Fabre G. Demain, l'instant du large, en 2019 ou Marie-Hélène Prouteau, Luce Guilbaud ou la traversée de l’intime, en 2014. La revue Décharge lui a consacré  plusieurs articles ainsi qu'un dossier en Mars 2021 (n°189). En 2018, Luce Guilbaud a obtenu le prix Yves Cosson de poésie décerné par l'Académie littéraire de Bretagne et des Pays de la Loire.
Nombreuses sont les revues qui ont publié ses textes depuis 1975. En voici les principaux titres: Arcade, Comme en poésie, Contre-Allées, Courant d'ombres, Décharge, Diérèse, Foldan, Froissart, La Passerelle, La Sape, Le Miracle tatoué, Le Puits de l'Ermite, Le Pilon, Matières, Mot à mot, N4728, Neige d'août, Nouveau recueil, Parterre verbal, Poésie première, Possibles, Racines, Texture, Trauma, Travers, Triages, Secousse, Vérités, Verso.

## Publications

### Œuvres écrites par Luce Guilbaud
- Pierre de souche, Georges Monti, 1977.
- La Chair à vif des roses, Le Pont de l’épée, 1978.
- En retard d’une foudre, Le Pont de l’épée, 1984.
- Présages et tremblements, La Bartavelle, 1989.
- Partage du couchant, La Bartavelle, 1997.
- Le Cœur antérieur, Le dé bleu, 1998. Couverture de Sylvie Turpin.
- L’Homme perpendiculaire dans sa nuit, Encres vives, 1999.
- À mon seul désir, Les petits classiques du grand pirate, 2001. Accompagnement de Sylvie Turpin.
- Les oiseaux sont pleins de nuages, Soc et foc, 2001. Illustrations de Line Gourgues. Pour la jeunesse.
- Rouge incertain, Le dé bleu-Écrits des forges, 2002. Couverture de Sylvie Turpin.
- Une pluie de non retour, Dumerchez, 2002. Gravures de Sylvie Turpin.
- Une robe de feuilles, Ficelle, no 51, Atelier V. Rougier, 2003.
- Du sel sur la langue, Soc et foc, 2004. Illustrations de Claudine Gabin. Pour la jeunesse.
- Comme elle dirait la mer, Tarabuste, 2004. Dessins de Christian Bonnefoi.
- Noir et après, Éditions Alain Benoit, 2004. illustrations de Bernard Joubert.
- Au terme de l’abeille, Ficelle, no 87, Atelier V. Rougier, 2008. Gravures de Vincent Rougier.
- L’Enfant sur la branche, L'Idée bleue-Cadex, 2008. Illustrations de Fanny Millard. Pour la jeunesse.
- Feuillée de vert avec retouches, Tarabuste, 2009. Frontispice de Jean-Louis Gerbaud.
- Iris (Danièle Fournier et Luce Guilbaud), Québec, L’Hexagone, 2012.
- Au présent d’infini, Ficelle, no 107, Atelier V.Rougier, 2012. Gravures de Vincent Rougier.
- Nuit l’habitable ou le dit d’amour épris, Les arêtes, 2012. Accompagnement de Bernard Joubert.
- Pas encore et déjà, suivi de Trame, Henry, 2012. Couverture d'Isabelle Clément.
- Par les plumes de l’alouette, 2012, Corps puce, 2012. Photographies de Camille Bonnefoi. Pour la jeunesse.
- Naviguer dans les marges, Soc et foc, 2013.Illustrations de Maïté Laboudigue. Pour la jeunesse.
- Mère ou l’autre, Tarabuste, 2014.
- Le Sourire du scarabée, La renarde rouge, 2014. Illustrations de Nelly Buret. Pour la jeunesse.
- Vent de leur nom, Henry, 2015.
- Dans mes filets, Ficelle, no 124, Atelier V.Rougier, 2016. Gravures de Vincent Rougier.
- L'Esprit des lieux, La main qui écrit, Saint-Omer en toutes lettres, 2016.
- Demain, l'instant du large, Lanskine, 2017.
- Débordé pourpre, Les Lieux-Dits Éditions. Collages de Sylvie Turpin, 2020.
- Où la chambre d'enfant, Collection Doute B.A.T., Tarabuste, 2020.
- Perspective flottante, marais poitevin, vignettes de V. Rougier, Vincent Rougier éditions, coll. Plis urgents, 59, 2021.
- Au bord de l'autre, gravures de Sylvie Turpin, L'Atelier des Noyers, 2021.
- La Perte que j'habite, ill. de Sylvie Turpin, Cahiers du Loup bleu, Les Lieux-Dits éditions, 2023.

### Œuvres écrites et illustrées par Luce Guilbaud
- La Mutation des racines, SGDP, 1975.
- L’Âge des terres fluides, Arcam, 1979 (encres).
- Les Repaires de la nuit, Le dé bleu, 1979 (couverture illustrée).
- Les Moustaches vertes, Farfadet, Le dé bleu, 1981 (réédition en 1986 et 1997). Pour la jeunesse.
- La petite feuille aux yeux bleus, Farfadet, Le dé bleu, 1983 (réédition en 1998). Pour la jeunesse.
- Dérivée, Soc et foc, 1984 (encres).
- Le Dormeur d’épaves, Polder, Décharge, 1986 (couverture illustrée).
- Une journée, quelques mots simples, La Bartavelle, 1992 (réédition en 1999).
- Des fourmis dans les mots, L’épi de seigle, 1997 (couverture illustrée, réédition en 1999). Pour la jeunesse.
- Une cigale dans la tête, Farfadet, Le dé bleu-Écrits des forges, 1998. Pour la jeunesse.
- Autoportrait à ciel perdu, Tarabuste, 1998 (monotypes).
- Qui ? Que ? Quoi ?, Tarabuste, 2002 (collages). Pour la jeunesse.
- Poèmes du matin au soir, Le dé bleu-Écrits des forges, 2004 (couverture). Pour la jeunesse.
- Sanguine, La renarde rouge, 2005 (monotypes).
- Ici rouge-gorge, La renarde rouge, 2009 (monotypes). Pour la jeunesse.
- Incarnat, Contre-allées, 2011.
- Qui va là ?, Les carnets du dessert de lune, 2013 (collages). Pour la jeunesse.
- Renouées (Amandine Marembert et Luce Guilbaud), Les éditions du petit pois, 2014 (monotypes).
- Aux quatre orients le fleuve, Vagamundo, 2015 (encres).
- Risques et reliques, Le cordel de Luce Guilbaud, Les arêtes, 2016 (encres).
- Appels en absence, Les éditions du petit pois, 2017 (encre de couverture).
- Couleurs par ci, couleurs par là, Henry (coll. Bleu marine), 2018. Pour la jeunesse.
- Grandir plus loin, La Renarde rouge, 2018. Pour la jeunesse.
- Qui va avec ailes, Éditions Les Carnets du Dessert de Lune, 2019. Pour la jeunesse. Prix Vercelé.
- Amour dormant, éditions Al Manar, 2020 (2 éditions dont un livre d'artiste).
- Mourir enfin d'amour, suivi d'Amour dormant, éditions Al Manar, 2021 (3 monotypes).
- Sourire de Lune (anthologie), Les Carnets du dessert de lune (collection Petite lune), 2022. Pour la jeunesse.
- Une leçon de présence, éditions Al Manar, 2023 (monotypes).

### Livres d’artiste
- Tresser les heures, poème de L. Guilbaud, photographies et réalisation plastique de Cristina de Melo, 2009.
- Calendrier d’arbres, texte de Patrick Joquel, conception graphique et monotypes de L. Guilbaud, Éditions de la Pointe Sarène, 2009.
- L’amour m’avait trouée vivante, poème de L. Guilbaud, réalisation plastique de Nelly Buret, Éditions Entre 2, 2010.
- Méandres, cahier d’artiste, série 2, poème de L. Guilbaud, réalisation plastique de N. Buret, Éditions Entre 2, 2010.
- La Foudre sur le crayon, texte de Maria Gabriela Llansol, couv. et 20 monotypes de L. Guilbaud (papier Népal pour les tirages de tête), Les Arêtes, 2010.
- Braises, poème de L. Guilbaud, réalisation plastique de N. Buret, Éditions Entre 2, 2010.
- Écorces et lichens, texte de Patrick Joquel, ill. de L. Guilbaud, Les cahiers du Museur, 2011.
- Le Rien du tout, texte de Claude Vercey, ill. de L. Guilbaud, Les cahiers du Museur, 2012.
- Exister tremble, texte de Jeanine Baude, accompagnement de L. Guilbaud, Livre pauvre, 2013.
- Debout sur la mer, poème de L. Guilbaud, gravure de Sylvie Turpin, Les cahiers du Museur, 2013.
- Toute une forêt, texte de Romain Fustier sur une gravure de L.Guilbaud, Livre manuscrit, chez l’artiste, 2013.
- Quelque chose manque ou quelqu'un, poème de L.Guilbaud, gravures de N. Buret, Typographie de Fred Ouri, Éditions Entre 2, 2014.
- Jardin d'en haut, poème de Florence Saint-Roch, 21 monotypes de L.Guilbaud (papier Népal pour les tirages de tête), Les cahiers du Museur, 2016.
- Ces jours heureux, texte de Jeanine Baude, Monotype L. Guilbaud (Pour les 30 ans de la Maison de la poésie Rhône Alpes), 2016.
- Laisse de mer, poème de L. Guilbaud, Gravures et conception graphique de N. Buret, Éditions Entre 2, 2017.
- Histoire sorcière, poème de L. Guilbaud, estampes d'Yves Picquet, Éditions Double-cloche, 2018.
- Mourir enfin d'amour, poème de L. Guilbaud, Aquarelles et mise en page de Jacky Essirard, Atelier de Villemorge, 2018.
- Rouge à poing, texte d'Yvette Calas, La Maison ronde, 2020.
- L'Heure d'hiver, poème de Luce Guilbaud, livre-objet d'Yves Picquet, 2021.
- Le Dernier Pas avant la mer, Port-folio de Nelly Buret (photographies) sur un poème de L.Guilbaud, Nelly Buret éditrice, coll.A2, 2022.
- Pluie et vent, texte de Marie Huot, Les cahiers du Museur, 2023.

### Ouvrages accompagnés par Luce Guilbaud
- Jean-Gabriel Cosculluela, L’Affouillé, Jacques Bremond, 1980.
- Jean-Pierre Georges, Dizains disette, Le dé bleu, 1987.
- Jacques Brémond, Cette ville aux quinze portes, La Bartavelle, 1990.
- Jacques Charpentreau, Musée secret, Les éditions Serpenoise, Presses universitaires de Nancy, 1992.
- Jacqueline Held, Ton chat t’écoute, Le dé bleu, Farfadet, 1994.
- Catherine Mafaraud, Ombres de dos en plein soleil, Alain Benoist, 2002.
- Anne-Marielle Wilwerth, "Démesurément la lumière", L’Arbre à paroles, 2003.
- Joël Bastard, Papillotes sans chocolat, Rougier, Ficelle, no 71, 2006.
- Colette Andriot, Pattes d’oiseaux pattes de chat, La renarde rouge, 2007.
- Yves-Jacques Bouin, Elle ne passe jamais bien loin, Mazette, 2010.
- Danielle Terrien, Traces vertes, Rougier, Ficelle, 2010.
- Cécile Oumhani, Cités d’oiseaux, La lune bleue, 2011.
- Jacqueline Persini, Maisons-poèmes, coll. Carnets d'enfance, L'Atelier des Noyers, 2023.

### Présence dans les anthologies
- Enfance et poésie, Jacques Charpentreau, Éditions ouvrières, coll. L'Enfance heureuse, 1972.
- Quelques poètes poitevins d'aujourd'hui, Menanteau, Valensol, 1978.
- En Vendée voilà, Le dé bleu, 1991.
- Êtres femmes, Le Temps des cerises et Écrits des forges, 1999.
- L’Évidence d'aimer, Louis Dubost, Le dé bleu, 2000.
- Poèmes à lire et à rêver, Seuil jeunesse, 2003.
- Les plus beaux poèmes d'hier et d'aujourd'hui: le florilège de Fleurs d'encre, J.Charpentreau, Hachette, 2004.
- Ce que disent les mots, Pierre Maubé, Éclats d'encre, 2004.
- Drôles d'oiseaux, un livre, un CD, Didier jeunesse, 2006.
- Si le rouge disparaissait, Le Temps des cerises, 2010.
- La Fête de la vie, Das Fest des Lebens, En forêt, im Wald, 2011.
- Enfance, Rue du monde, 2012.
- La vie funambule, Montini-Carpentier, Couleur livres, ill. de L. Guilbaud, 2013.
- Jouer avec les poètes, Jacques Charpentreau, 2015.
- Anthologie islandaise, Por Stefansson, 2016.
- L’Epais des forêts, La main qui écrit, Direction Florence Saint-Roch, 2018.
- Anthologie sur l’eau, textes réunis par Claudine Bertrand, Henry, 2018.
- Mes premières comptines et autres petits poèmes, ill. et poèmes de L. Guilbaud, Couleur livres, 2019.
- Qui rira lira, illustré par B.Gibert, Le Seuil, 2020.
- Sourire de lune, Anthologie de poèmes parus au Dé bleu et ill. , Les Carnets du dessert de lune, 2022.
- Le Feu, anthologie dirigée par Claudine Bertrand, Ed. Henry, 2023.

## Citation
"le corps penche
il s'appuie sur un coude       se souvient
des courses du cœur                de ses battements
dehors on ne voit rien             c'est ici

avec le sang qui fomente ses raisons"
On lira la suite dans l'Anthologie poétique, Terre des femmes,  2019.